# Lucy Gordon

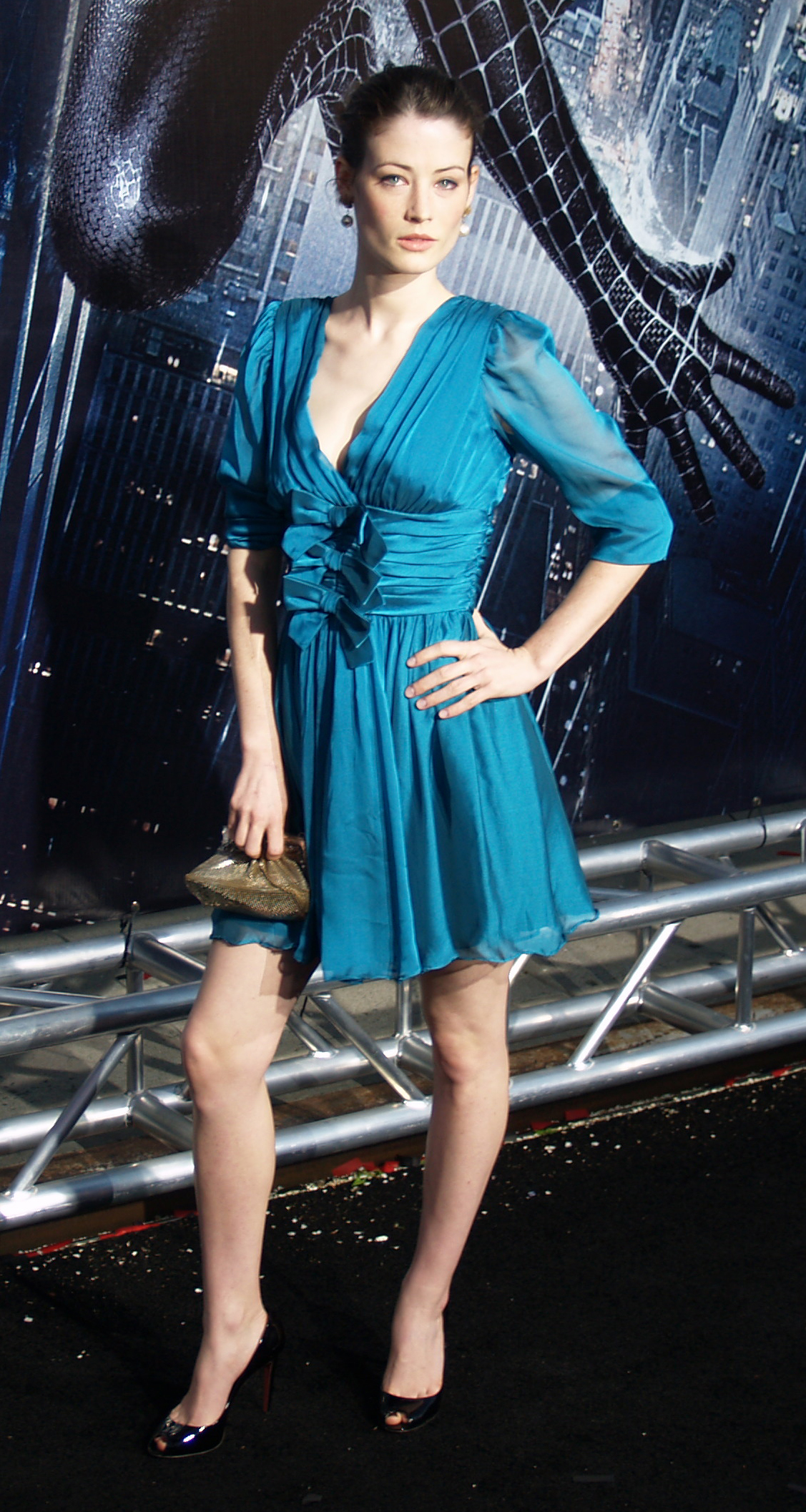
Lucy Gordon im April 2007

Lucy Gordon (* 22. Mai 1980 in Oxford, England; † 20. Mai 2009 in Paris) war eine britische Schauspielerin.

## Leben
Lucy Gordon, die einen Teil ihrer Kindheit in Frankreich verbrachte und zweisprachig aufwuchs, besuchte bis 1997 die Oxford High School, eine Privatschule für Mädchen. Danach wollte sie Geschichte und Biologie studieren.
Sie debütierte 2001 in dem Filmdrama Perfume in einer kleinen Nebenrolle. In dem Abenteuerfilm Die vier Federn (2002) war sie an der Seite von Heath Ledger und Kate Hudson als die in Jack Durrance (Wes Bentley) verliebte Isabelle zu sehen. In der Komödie L’auberge espagnole – Wiedersehen in St. Petersburg (2005) trat sie an der Seite von Audrey Tautou auf.
In der im Januar 2008 auf dem Slamdance Film Festival veröffentlichten Komödie Frost spielte Gordon eine der größeren Rollen. Der Kritiker der Zeitschrift Variety zählte sie nach dieser Festivalvorführung zu jenen Darstellerinnen, die zwar keine Stars seien, aber für die Zeitschrift Maxim taugen würden. In ihrer letzten Rolle spielte Lucy Gordon in dem Film Gainsbourg – Der Mann, der die Frauen liebte die britische Sängerin und Schauspielerin Jane Birkin. Der Film hatte im Februar 2010 Premiere, Auszüge davon wurden 2009 auf dem Filmfestival Cannes gezeigt. 
Lucy Gordon nahm sich in ihrer Pariser Wohnung das Leben, indem sie sich erhängte. Ihr Freund, der Kameramann Jérôme Alméras, fand sie dort tot auf. Sie hinterließ einen Abschiedsbrief und ein Testament. Ihr Grab befindet sich auf dem Brompton Cemetery.

## Filmografie (Auswahl)
- 2001: Perfume
- 2001: Weil es Dich gibt (Serendipity)
- 2002: Die vier Federn (The Four Feathers)
- 2005: L’auberge espagnole – Wiedersehen in St. Petersburg (Les poupées russes)
- 2007: Serial
- 2007: Spider-Man 3
- 2008: Frost (The Last International Playboy)
- 2009: Brief Interviews with Hideous Men
- 2009: Cinéman
- 2010: Gainsbourg – Der Mann, der die Frauen liebte (Gainsbourg (vie héroïque))